# کوستانتینو سالا
کوستانتینو سالا (انگلیسی: Costantino Sala; ۳ مهٔ ۱۹۱۳ – ۱ ژانویهٔ ۱۹۹۹) بازیکن فوتبال اهل ایتالیا بود.
از باشگاه‌هایی که در آن بازی کرده‌است می‌توان به باشگاه فوتبال اینتر میلان، باشگاه فوتبال برشا، باشگاه فوتبال مونتسا، و باشگاه فوتبال پرو ورچلی اشاره کرد.